# 2011 UE412
2011 UE412 est un objet transneptunien de la famille des cubewanos. 

## Caractéristiques
2011 UE412 mesure environ 190 km de diamètre.